# 테트라세로푸스

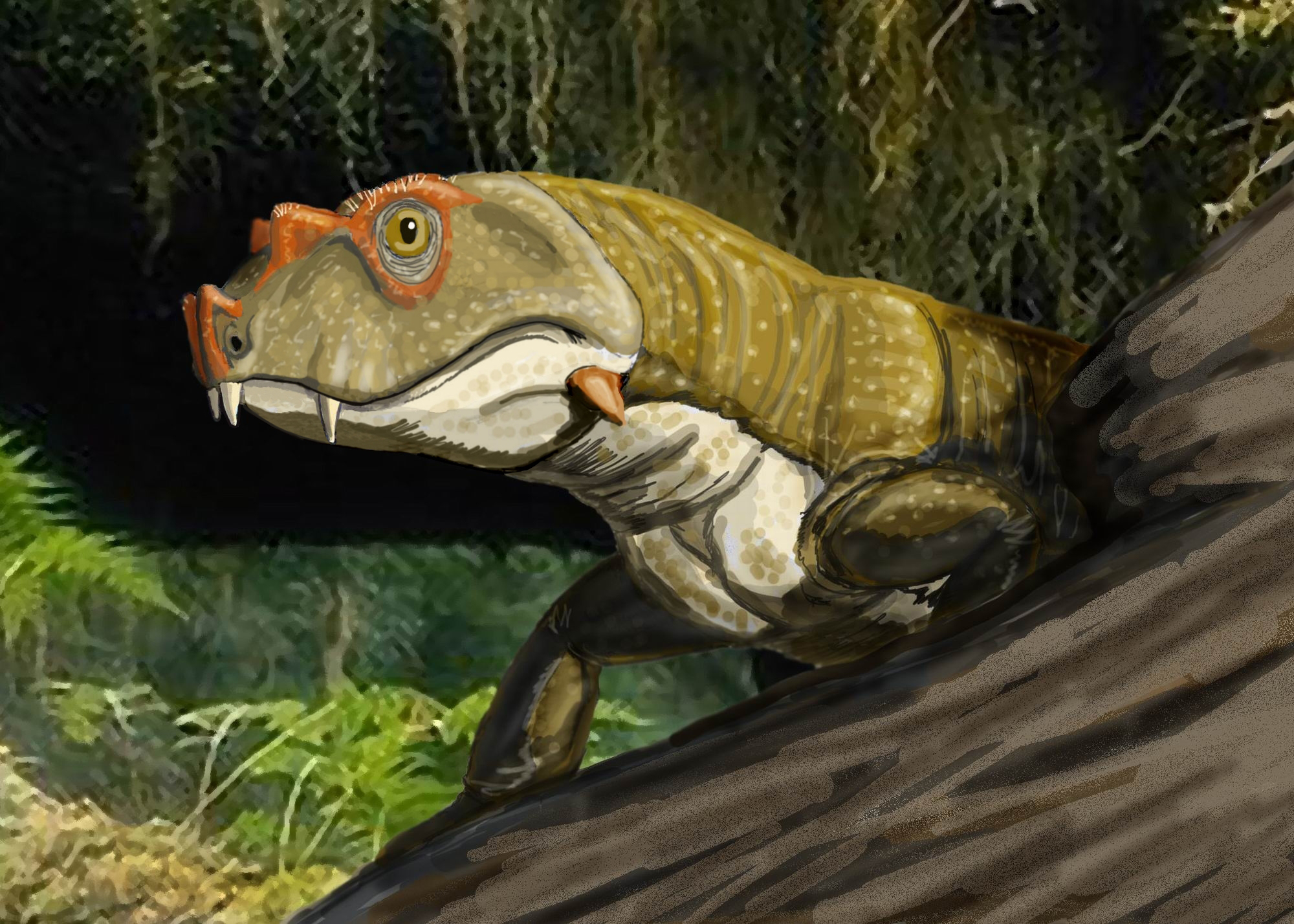

테트라세로푸스(학명:Tetraceratops insignis)는 반룡목 스페나코돈과에 속하는 도마뱀이다. 지금은 멸종된 종으로서 전체적인 몸길이가 2~3m인 거대한 도마뱀에 속한다.

## 특징
테트라세로푸스 기장('네 뿔 달린 얼굴 엠블럼')은 페름기 전기 멸종된 시냅스과로 포유류와 그 가까운 멸종된 친척들을 포함한 테랍시다의 가장 오래된 대표자로 여겨졌다. 1908년에 미국의 텍사스주에서 발견된 길이 90밀리미터(3.5인치)의 두개골 하나로 알려져 있다. 2020년의 연구에 따르면 그것은 진짜 기초 서랍시드가 아닌 원시 비서랍시드로 분류되어야 한다. 테트라세로푸스는 1900년대의 초반 미국의 텍사스주에서 발견된 90밀리미터(3.5인치) 길이의 두개골 하나로 알려져 있다. 속명과는 달리 테트라섹스는 실제로 6개의 뿔을 가지고 있는데 한 쌍은 상악전골에 있고 한 쌍은 전전두골에 있고 한 쌍은 하악골의 각진 과정에 있다. 1908년에 발견되어 기술되었을 때에 두개골은 여전히 매트릭스에 박혀 있었고 전상악골과 전전두골 쌍만이 보였다. 따라서 그것은 코에 네 개의 뿔이 있고 턱 모서리에서 한 쌍의 커다란 가시가 뿜어져 나오는 커다란 도마뱀을 닮았을 것이다. 뿔 외에도 테트라세로푸스는 인상적인 이빨 세트를 가지고 있었다. 상악골의 두 번째 치아는 크고 송곳니처럼 생겼다. 마찬가지로 위턱의 첫 번째 이빨은 길고 단검 같았다. 테트라세로푸스는 원래 펠리코사우루스라고 불리는 그룹의 일원으로 확인되었는데 이것은 테라펙스보다 더 기초적인 시냅스류의 진화 등급이다. 그것은 테랍시다와 밀접한 관련이 있는 물떼새과와 더 먼 친척 관계인 물떼새과로 다양하게 분류되어 왔다. 최근의 계통발생학 연구에서는 이러한 공룡을 펠리코사우루스급 시냅스류 또는 최하층 서랩스류로 분류하고 있어 정확한 계통발생학적 위치가 불분명하다. 하지만 스핀들러의 새로운 연구는 테트라세로푸스의 테트라세로푸스를 위한 확실한 형태학적 증거가 만들어지지 않았고 이 속은 기초적인 스피나코돈티안으로서 더 잘 배치되었다고 결론지었다. 먹이로는 당대에 서식했던 곤충, 절지동물, 갑각류를 주로 잡아먹고 살았을 육식성의 도마뱀으로 추정되는 종이다.

## 생존시기와 서식지와 화석의 발견
테트라세로푸스가 생존했었던 시기는 고생대의 페름기로서 지금으로부터 2억 9000만년전~2억 4500만년전에 생존했었던 종이다. 생존했었던 시기에는 북아메리카를 중심으로 하여 당대에 존재했었던 초원, 산림에서 주로 서식했었던 도마뱀이다. 화석의 발견은 1908년에 미국 텍사스주의 페름기에 형성된 지층에서 미국의 고생물학자들에 의하여 처음으로 화석이 발견되어 새롭게 명명된 종이다.

## 같이 보기
- 포유류의 진화